# Курти
Ку̀рти (на италиански: Curti; на неаполитански: Curt', Куртъ) е градче и община в Южна Италия, провинция Казерта, регион Кампания. Разположено е на 162 m надморска височина. Населението на общината е 7234 души (към 2010 г.).